# Małyje Ugony
Małyje Ugony (ros. Малые Угоны) – wieś (ros. село, trb. sieło) w zachodniej Rosji, w sielsowiecie bolszeugonskim rejonu lgowskiego w obwodzie kurskim.

## Geografia
Miejscowość położona jest nad Sejmem, 2 km od centrum administracyjnego sielsowietu (Bolszyje Ugony), 9 km na południowy wschód od centrum administracyjnego rejonu (Lgow), 56 km na południowy zachód od Kurska, 2 km od drogi regionalnego znaczenia 38K-017 (Kursk – Lgow – Rylsk – granica z Ukrainą) – część trasy europejskiej E38.
We wsi znajdują się 123 posesje.
Klimat
Miejscowość, jak i cały rejon, znajduje się w strefie klimatu kontynentalnego z łagodnym ciepłym latem i równomiernie rozłożonymi opadami rocznymi (Dfb w klasyfikacji klimatów Köppena).

## Demografia
W 2010 r. wieś zamieszkiwały 122 osoby.